# Ci vorrebbe un miracolo (singolo)
Ci vorrebbe un miracolo è un singolo del cantautore italiano Diodato, pubblicato il 30 agosto 2023 come quarto estratto dal quinto album in studio Così speciale.

## Video musicale
Il video, diretto da Antonio Diodato e Pier Francesco Cari, è stato pubblicato contestualmente all'uscita del singolo sul canale YouTube del cantautore.